# Sister Nivedita
Sister Nivedita (nascuda Margaret Elizabeth Noble; 28 d'octubre de 1867 - 13 d'octubre de 1911) va ser una Irlandesa professora, autora, activista social, fundadora d'una escola i deixebla de Swami Vivekananda. Va passar la seva infància i primera joventut a Irlanda. Va estar promesa amb un jove gal·lès, que va morir poc després del seu compromís.
Sister Nivedita va conèixer a Swami Vivekananda el 1895 a Londres i va viatjar a Calcuta (actual Kolkata), l'Índia el 1898. Swami Vivekananda li va donar el nom de Nivedita (que significa Dedicada a Déu) quan la va iniciar en el vot de Brahmacharya el 25 de març de 1898. Al novembre de 1898, va obrir una escola femenina en la zona de Bagbazar al nord de Calcuta. Volia educar les nenes índies, la majoria de les quals no tenien cap mena d'educació bàsica. Durant l'epidèmia de pesta que va assolar Calcuta en 1899, Nivedita va atendre i va cuidar als pacients més pobres.
Nivedita mantenia una estreta relació la Missió Ramakrishna, que feia poc s'havia creat. A causa de la seva activa contribució en el camp del nacionalisme indi, va haver de desvincular-se públicament de les activitats de la Missió Ramakrishna sota el comandament del llavors president, Swami Brahmananda. Ho va fer per a evitar que la perseguissin les autoritats britàniques de l'Índia. Estava molt unida a Sarada Devi, l'esposa de Ramakrishna i una de les majors influències de la Missió Ramakrishna, i també amb tots els germans deixebles de Swami Vivekananda. Va morir el 13 d'octubre de 1911 en Darjeeling. El seu epitafi diu: "Aquí reposa Sister Nivedita, que ho va donar tot per l'Índia".